# Hiszpańskie ligi regionalne w rugby
Rozgrywki prowadzone są przez regionalne związki rugby. W zależności od regionu istnieje jedna lub parę klas rozgrywkowych. Najlepsze zespoły z najwyższych lig walczą o awans do I ligi w rundzie play-off.